# 이덕주 (조선귀족)
이덕주(李德柱, 1887년 6월 28일 ~ 1962년 11월 7일)는 일제강점기의 조선귀족으로, 본관은 전주, 본적은 경성부 종로구 사직정이며 후작 이해창의 장남이다.

## 생애
아버지는 창산군 이해창이고, 생조부는 참봉 이경용, 양조부는 도정궁 증 경원군 이하전이다. 덕흥대원군 초의 후손이다.
1902년 목릉 참봉에 올랐으며 경릉 참봉(敬陵叅奉)을 거쳐 1904년 1월 20일 원릉 참봉 서 판임관 8등(元陵叅泰叙判任官八等), 1906년 1월 19일 6품, 1907년 3월 4일 정3품에 각각 서위되었다. 1907년 5월 비서감승으로 임명되었다. 1914년 6월 10일 일본 정부로부터 후작 이해창(이덕주의 아버지)의 사자(嗣子)로서 종5위에 서위되었고 1915년 10월 2일 일본적십자사 특별회원으로 추천되었다.
1915년 11월 10일 일본 정부로부터 다이쇼 대례 기념장, 1928년 11월 16일 쇼와 대례 기념장을 받았으며 1945년 3월 자신의 아버지였던 이해창이 받은 후작위를 습작하였다. 광복 이후인 1949년 5월 31일 반민족행위특별조사위원회로부터 체포되어 송청, 1949년 8월 11일 수감되어 특검의 조사를 받았지만 곧 무혐의 처분을 받았다.
친일반민족행위진상규명위원회가 발표한 친일반민족행위 705인 명단에 포함되었다.

## 참고 자료
- 친일반민족행위진상규명위원회 (2009). 〈이덕주〉. 《친일반민족행위진상규명 보고서 Ⅳ-12》. 서울. 368~371쪽.